# تپه سرپله دو غول کا محمدرضا
تپه سرپله دو غول کا محمد رضا مربوط به عصر مس و سنگ - عصر آهن دو I - دوره ساسانیان است و در شهرستان دورود، بخش مرکزی، دهستان ژان، ۱/۲ کیلومتری شمال روستای کا محمدرضا واقع شده و این اثر در تاریخ ۲۳ بهمن ۱۳۸۵ با شمارهٔ ثبت ۱۷۱۵۵ به‌عنوان یکی از آثار ملی ایران به ثبت رسیده است.